# Paul Guldin
Paul Guldin, pe numele adevărat Habakkuk Guldin (n. 12 iunie 1577 - d. 3 noiembrie 1643) a fost un matematician și astronom elvețian.
De numele său se asociază așa-numita teoremă a lui Guldin, care permite calculul ariei și volumului unui corp de revoluție.
Pentru demonstrarea teoremelor, a utilizat metoda exhaustivă, descompunând suprafețele în fâșii și solidele în cilindri elementari, motiv pentru care poate fi considerat precursor al calculului diferențial și integral.
Aceste rezultate au fost obținute anterior și de Johannes Kepler și Bonaventura Cavalieri, numai că Guldin a considerat metoda indivizibililor a lui Cavalieri ca fiind non-geometrică, deși mai târziu Pascal și Wallis le-a folosit cu succes în aplicații.
Guldin a studiat și coordonatele baricentrice, care erau cunoscute și Pappus.
De asemenea, a calculat pătratele tuturor numerelor de la 1 la 10.000.

## Scrieri
- 1618: Refutatio Elenchi Calendarii a setho Calvicio concripti (Mainz);
- 1622: Problema arithmeticum de rerum combinationibus qup numerus dictionum seu conjunctionum diversarum quae ex XXIII alphabeti litteris fieri possunt indagatur (Viena);
- 1642: Centrobarica (Viena), lucrare în patru volume;
- 1647: Exercitationes geometricae.

1. ↑   http://daten.digitale-sammlungen.de/~db/0001/bsb00016325/images/index.html?id=00016325&groesser=&fip=qrseneayaeayaxdsydeayaxdsydqrsxdsydxdsydqrs&no=1&seite=318 Lipsește sau este vid: |title= (ajutor)
2. 1 2  MacTutor History of Mathematics archive, accesat în 22 august 2017
3. ↑  Complete Dictionary of Scientific Biography[*] Verificați valoarea |titlelink= (ajutor)
4. 1 2 3 4 5  MacTutor History of Mathematics archive
5. ↑  The Galileo Project
6. ↑  „Paul Guldin”, Gemeinsame Normdatei, accesat în 24 aprilie 2014
7. ↑  Paul Guldin, Opća i nacionalna enciklopedija
8. ↑  Paul Guldin, Brockhaus Enzyklopädie, accesat în 9 octombrie 2017
9. ↑  Czech National Authority Database, accesat în 23 noiembrie 2019
10. ↑  Гульдин Пауль, Marea Enciclopedie Sovietică (1969–1978)[*]